# Les Fiancés (Scott)
Pour les articles homonymes, voir Les Fiancés (homonymie).
Les Fiancés (en anglais, The Betrothed ), parfois titré Le Connétable de Chester, est un roman historique de l'auteur écossais Walter Scott. Il constitue la première des deux Histoires du temps des croisades (Tales of the Crusaders), la seconde étant Le Talisman. Les deux livres paraissent le même jour, le 22 juin 1825.
En 1187, les vieux royaumes bretons formant l’actuel pays de Galles résistent à l’envahisseur normand. Dans les marches, la Normande Éveline Berenger fait vœu à la Vierge d’épouser celui qui viendra délivrer son château, assiégé par les Gallois. Elle est secourue par Hugo de Lacy, connétable de Chester, vieux, rude, sans charme, et qui part en croisade. Éveline est attirée par le neveu de sir Hugo. Mais elle tient à rester fidèle à son vœu.
À travers le destin d'Éveline, Scott brosse le tableau d'un profond bouleversement historique. Au XIe siècle, s'est enclenché un vaste processus de modernisation qui, en cette fin de XIIe, fait vaciller l’ordre féodal. L'État monarchique se forme. L'Église monte en puissance. Elle prend en main l'institution du mariage, elle impose dans celui-ci le consentement mutuel — ce qui ouvre la porte à l'amour dans le mariage. Les étrangers les plus divers affluent pour former le peuple anglais. De nouvelles idées, de nouvelles valeurs changent la donne sociale et politique en mettant à mal le mythe chevaleresque. Le sens aristocratique de l'honneur est bousculé par le réalisme de la bourgeoisie. Et celle-ci noue un lien direct avec le pouvoir central, soucieux lui aussi d'affaiblir les féodaux…
Scott songe évidemment aux violentes secousses de la formation de la Grande-Bretagne au XVIIIe siècle, au passage des valeurs féodales à celles du capitalisme marchand, passage favorisé par l'accession au trône, en 1714, des Hanovres. C'est le thème dominant de ses romans.

## Genèse

### Écriture
À la lecture du manuscrit, les éditeurs jugent le livre ennuyeux. Sa rédaction donne dès lors beaucoup de fil à retordre à Scott. Il remanie maintes et maintes fois certaines parties, et projette même d'abandonner. On décide finalement de publier le livre en même temps que Le Talisman, pour le faire bénéficier du succès attendu de ce dernier. 

### Publication
Tales of the Crusaders (Histoires du temps des croisades) comprend The Betrothed (Les Fiancés) et The Talisman (Le Talisman). L'ensemble paraît en quatre volumes le 22 juin 1825 sous la signature « l'auteur de Waverley » :
- à Édimbourg chez Archibald Constable and Co. ;
- à Londres chez Hurst, Robinson and Co.[1].

## Contexte historique

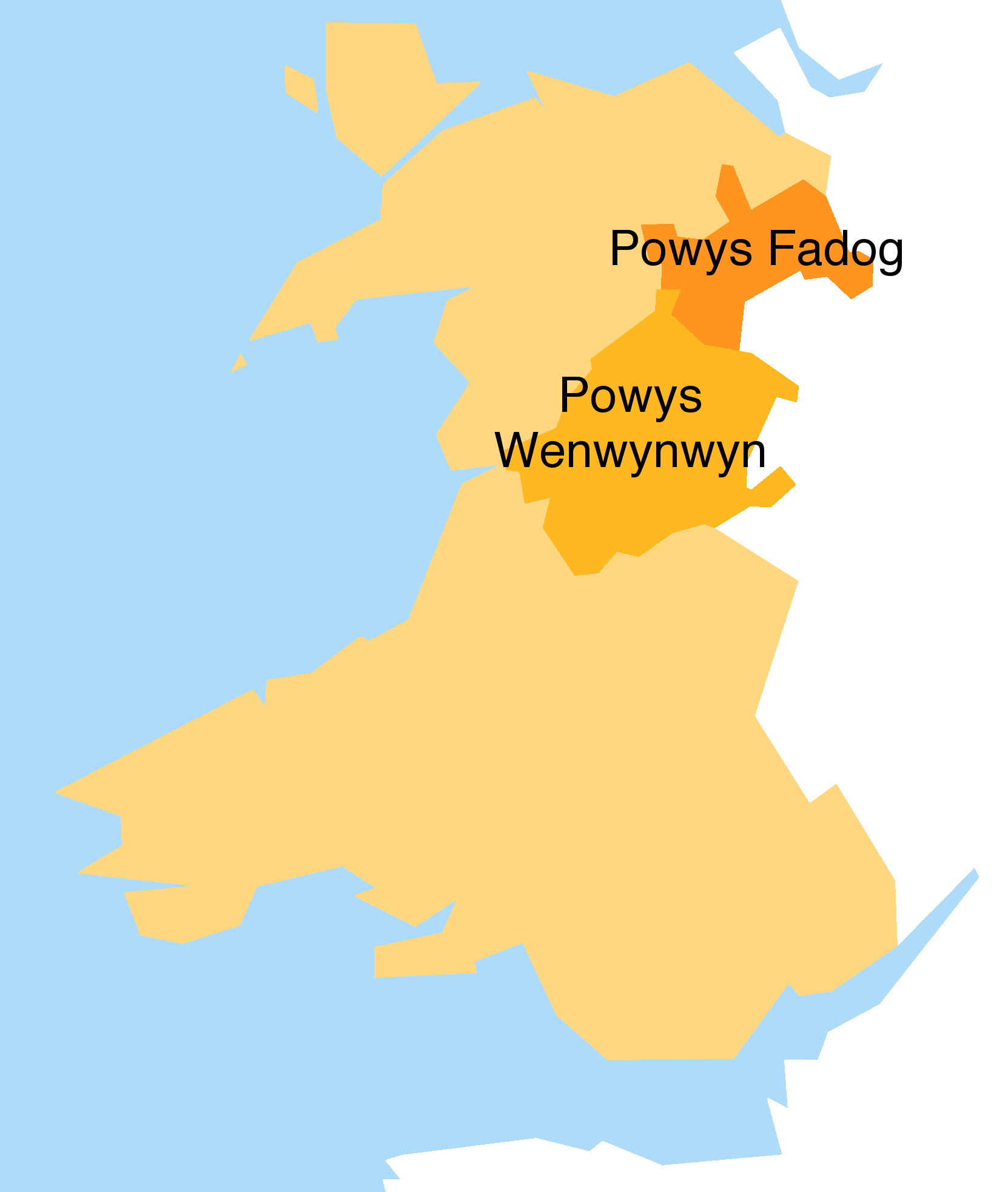
En 1160, le royaume du Powys (est de l’actuel pays de Galles) fut divisé en deux principautés : le Powys Fadog et le Powys Wenwynwyn.

En 1187, la nouvelle de la prise de Jérusalem par Saladin parvient en Occident. Le pape Grégoire VIII lance des appels à la troisième croisade. Des nobles vont partir, abandonnant leurs terres aux pillages et aux insurrections.
Le récit a pour cadre les marches galloises à la fin du règne d’Henri II. Les vieux royaumes bretons formant l’actuel pays de Galles constituent un îlot de résistance à l’envahisseur normand.

## Dates du récit
L’action du roman se déroule de 1187 à la fin de l’année 1190. En faisant intervenir des personnages historiques, Scott prend quelques libertés avec les dates :
- Le véritable Gwenwynwyn ab Owain ne devient prince du Powys Wenwynwyn (Powys méridional) qu’en 1195, à l’abdication de son père, le barde Owain Cyfeiliog. Il meurt en 1216, et non en 1187.
- Henri II meurt en 1189.
- Guillaume, comte de Gloucester, meurt en 1183. En 1190, le comte de Gloucester est Jean sans Terre.

## Résumé

Armes attribuées à Gwenwynwyn ab Owain (le Gwenwyn des Fiancés), prince du Powys Wenwynwyn.

En 1187, tandis que Baudouin, archevêque de Canterbury prêche la troisième croisade, le Gallois Gwenwyn, prince du Powys, assiège le château de Garde Douloureuse, place-forte normande. Il tue son défenseur, le vieux Raymond Berenger. Il ne reste plus dans le château que la fille de celui-ci, lady Éveline, seize ans, et une faible garnison. Éveline fait vœu à Notre-Dame de Garde Douloureuse d’épouser celui qui viendra la secourir.
Elle est secourue par Hugo de Lacy, connétable de Chester, qui tue Gwenwyn. C’est d’ailleurs à sir Hugo que son défunt père avait promis Éveline : un écrit signé prouve sa volonté d’une union entre les deux maisons. Sir Hugo est vieux, sans charme. Éveline s’applique néanmoins à trouver des qualités à cet homme rude et autoritaire, tandis qu’elle se sent attirée par le neveu de celui-ci, Damien — amour partagé, mais non avoué. Sir Hugo a certes promis de partir combattre en Terre sainte, mais il estime urgent d’assurer sa descendance. Il se fait fort d’obtenir un délai pour son départ en croisade : le mariage n'est pas différé.
Mais, entre la signature du contrat de mariage et son exécution, c’est-à-dire avant que la cérémonie d’union n’ait pu avoir lieu, l’archevêque Baudouin fait savoir à sir Hugo qu’il refuse de lui accorder le délai : sir Hugo doit partir tout de suite, et pour trois ans. Les deux fiancés font assaut de grandeur d’âme. Comme il sent le peu d’élan d’Éveline, sir Hugo lui propose de faire annuler le contrat, en tirant prétexte de ce qu’on l’avait établi sur d’autres bases. Mais Éveline se montre intransigeante. Elle veut être fidèle à son vœu. Elle se dit prête à épouser son fiancé, tout de suite ou à son retour — en marquant néanmoins une préférence pour le retour. Sir Hugo ne peut résister à cette offre. Il espère que le temps fera évoluer le sentiment de la jeune fille. Il accepte.
Reste à tenir Éveline à l’abri des Gallois et des soupirants. Les personnes offrant les meilleures garanties refusent. Il est finalement décidé qu’Éveline attendra son fiancé dans la forteresse de Garde Douloureuse, tandis que le jeune Damien se tiendra à quelques milles de là, avec ses hommes, prêt à intervenir au moindre danger.
En août 1190, Éveline est enlevée par des Gallois. Damien accourt. Il est blessé gravement. Pour mieux le soigner, Éveline tient à ce qu’il soit transporté au château, ce qui ne fait qu’alimenter de fâcheuses rumeurs. De plus, Damien est accusé d’avoir pris la tête d’insurgés. Des envoyés du comte d’Anjou se présentent. Ils exigent que Damien leur soit livré. Éveline s’y refusant, elle est déclarée traîtresse, et son château est assiégé.
Trois mois plus tard, sir Hugo revient enfin de croisade, en compagnie de son écuyer et de Renault Vidal, un ménestrel armoricain. Il apprend que son neveu et sa fiancée furent amants, avant d’être capturés pour trahison. Mais divers témoignages lui permettent de découvrir la vérité : Éveline et Damien s’aimaient sans se l’être jamais avoué, prenant soin de ne jamais se rencontrer. Toutes les calomnies sur leur compte ont été répandues par Randal Lacy, un parent de sir Hugo.
La nouvelle de la mort de sir Hugo ayant couru, le fourbe Randal est devenu le nouveau connétable de Chester. Ce qui provoque une méprise : il est tué par le ménestrel — en réalité Cadwallon, premier barde du prince Gwenwyn, qui voulait venger la mort de celui-ci.
Ayant obtenu toutes preuves de la conduite intègre d’Éveline et de Damien, sir Hugo consent à s’effacer pour leur permettre de s’épouser. Il part conquérir l’Irlande.

## Personnages

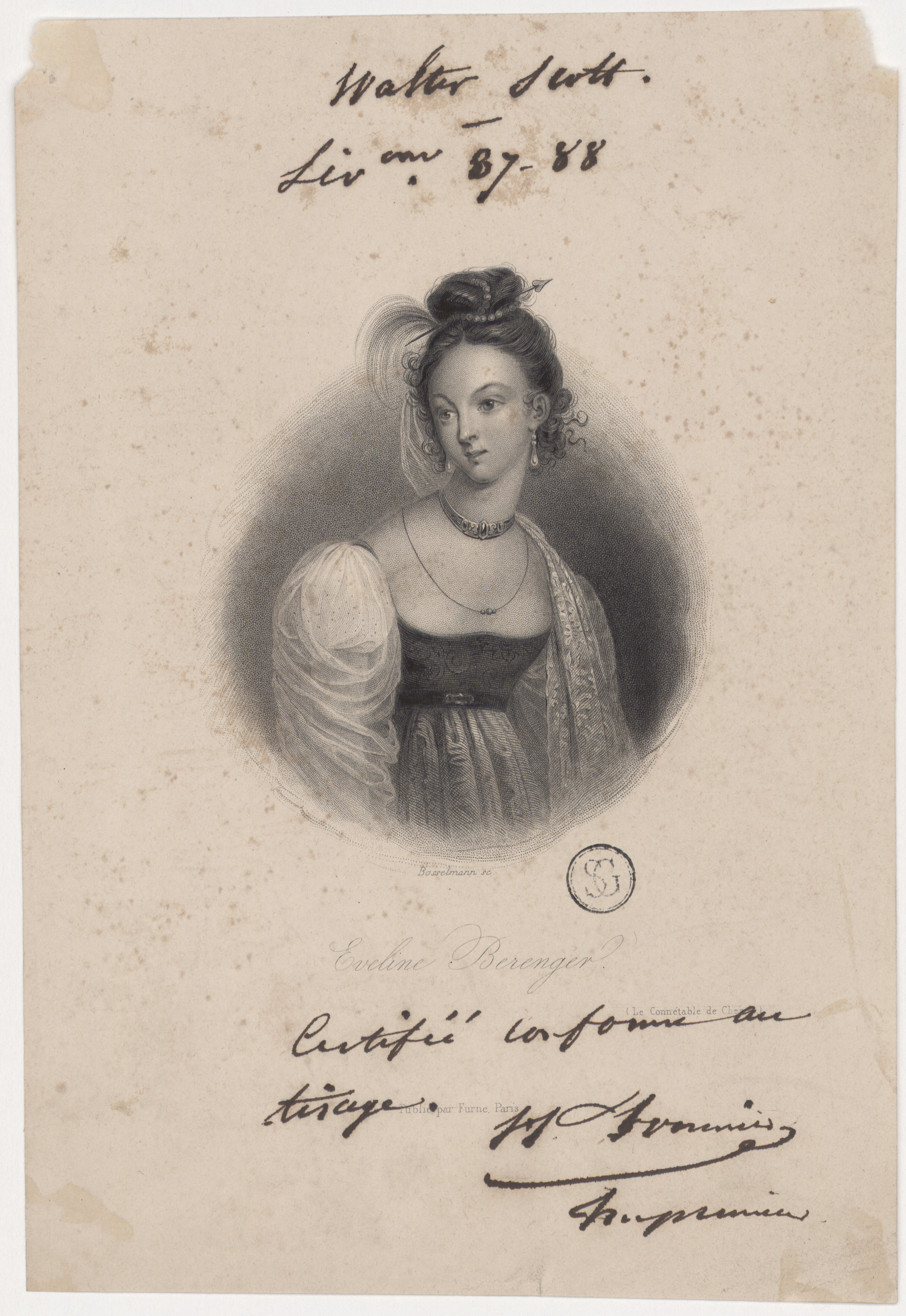
Éveline Berenger (1825), gravure de Bosselman publiée par Furne

- Baudouin (Baldwin of Exeter, figure historique), archevêque de Canterbury, primat d’Angleterre, légat a latere du pape. Sévère, orgueilleux, puissant, froid, méprisant. Porte un cilice, en prenant soin de le montrer. Il n'a pas les vues étendues ni l’esprit ambitieux d'un Thomas Becket. D’un caractère peut-être trop sincère et trop franc, mais zélé à défendre la puissance de l’Église. Tous ses efforts se portent à délivrer le Saint-Sépulcre.  D’une éloquence persuasive, adroit à ployer l’esprit des hommes à ses desseins[3].
- Gwenwyn, prince du Powys, « descendant de mille rois[4] ».
- Sir Raymond Berenger, vieux chevalier normand, sénéchal du château de Garde Douloureuse, sur la frontière du Powys. Sa mère est saxonne.
- Cadwallon le Breton, ou Cadwallon des neufs lais, premier barde de Gwenwyn.
- Éveline Berenger, seize ans, fille unique de sir Raymond, et son héritière. Vive et gaie, légère, douce, mais d’une grande fermeté de principes. Elle a des notions de chirurgie. Elle aime Damien Lacy, sans le lui avoir jamais avoué.
- Sir Hugo de Lacy, connétable (constable[5]) de Chester[6]. Normand. Dépourvu de grâce et de beauté. Énergique, violent, autoritaire. Beaucoup d’ascendant. Candide.
- Père Aldrovand, vieux moine noir[7] du couvent de Venlock, chapelain de sir Raymond. Ancien soldat, état dont il garde la nostalgie. Casuiste intrépide. Selon lui, la Sainte Écriture oblige à tenir les promesses faites aux chrétiens, mais dispense (par une clause spéciale) de tenir celles faites aux Gallois[8]. La règle de saint Benoît lui défend de se battre, mais lui ordonne le travail : il s’impose donc comme un travail de manipuler l’assemblage de pièces constituant un mangonneau.
- Wilkin Flammock du Vert, tisserand flamand, gouverneur provisoire de Garde Douloureuse. Il n’aime guère se battre, le langage de la chevalerie lui est inconnu, mais il se révèle un guerrier courageux et efficace. Honnête homme et vrai chrétien. Très méthodique. Entêté, impassible, sûr et fidèle. Sens droit et jugement sûr. Négociateur rusé.
- Raoul, vieux piqueur normand, presque invalide, « piquant comme le vinaigre ». Époux trompé de dame Gillian, qui le méprise : « On ferait tout aussi bien de le pendre avec les vieux chiens, car il ne peut ni mordre ni marcher, et n’est bon à rien… » Bizarre, fantasque, brutal et méchant. D’une gravité acrimonieuse, bourru, caustique, cynique.Henri Plantagenêt, comte d'Anjou, du Maine et de Touraine, duc de Normandie. Roi d'Angleterre sous le nom d'Henri II.

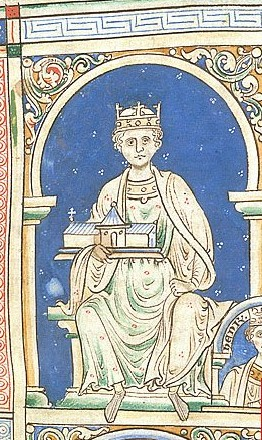
Henri Plantagenêt, comte d'Anjou, du Maine et de Touraine, duc de Normandie. Roi d'Angleterre sous le nom d'.

- Rose Flammock, fille de Wilkin, suivante de lady Éveline. Timide comme une perdrix, mais d’une vive agressivité si l’on critique son père ou les Flamands. Elle devient alors « altière et emportée », et prompte à la repartie. Casuiste fine et convaincante, au verbe hardi. Brusque et franche. Son caractère « doux et enfantin » cache « une âme ardente ». Du bon sens, de la fermeté d’esprit. Pointilleuse, d’une sévère délicatesse dans ses sentiments. Fière et désintéressée, fidèle, affectueuse. Elle aime véritablement Éveline, mais se mettrait plus volontiers à la place de la maîtresse qu’à celle de la suivante. Jalouse de quiconque approche Éveline.

- Damien Lacy, jeune écuyer normand, neveu de sir Hugo. Amoureux d'Éveline sans le lui avoir jamais avoué. Sa mère est anglo-saxonne. Honnête, franc. Brave jeune homme, mais n’a pas l’ascendant de son oncle.
- Gillian de Croydon, une quarantaine d’années, épouse délurée du vieux Raoul, femme de chambre de lady Éveline. Anglo-Saxonne impudente, bavarde, joyeuse, coquette. Sir Raymond avait des faiblesses pour elle. L’intendant paraît à son goût. Elle a une relation avec Randal Lacy.
- Randal Lacy, Normand d’une trentaine d’années, débauché, querelleur, prodigue. Parent éloigné de sir Hugo, à la vie duquel il est soupçonné d’avoir attenté. Les deux hommes sont brouillés depuis cinq ans. En temps de trouble, il n’est nullement dépourvu d’activité, de courage, ni de prudence.
- Abbesse du monastère bénédictin de Gloucester, tante normande de lady Éveline.
- Ermengarde de Baldringham, 80 ans, tante saxonne de sir Raymond.
- Renault Vidal, ménestrel armoricain, gradué de la gaie science[9]. Un air grave et presque sombre indiquant une profonde réflexion. Il sait manier les armes.
- Henri, comte d’Anjou (Henri II, roi d'Angleterre).

## Thèmes principaux
Scott situe l’intrigue de ses romans historiques à l’instant où l’ordre ancien va basculer pour céder la place à l’ordre nouveau. Dans Les Fiancés, l’ordre féodal prend en effet de rudes coups. Un vaste processus de modernisation — la « première révolution européenne » — s’est enclenché au siècle précédent : en cette fin de XIIe siècle, ses effets deviennent perceptibles. L’urbanisation, le développement de la bourgeoisie, l’émergence d’une économie de marché, la réforme grégorienne, la formation de l’État monarchique œuvrent à démanteler structures, formes de vie, modes de pensée du monde féodal. S’instaure une perception nouvelle des réalités, du lien social, des mécanismes du pouvoir. De nouvelles idées, de nouvelles valeurs, en particulier cléricales et bourgeoises, mettent à mal le mythe chevaleresque.

### Montée en puissance de l’Église
L’assassinat de Thomas Becket, dix-sept ans plus tôt, n’a fait, selon Scott, « qu’accroître la force de la domination de l’Église ». Dans une scène terrible, sir Hugo se laisse humilier par son ancien ami, l’archevêque de Canterbury, qui lui refuse tout délai pour partir en Palestine. 

### L’amour dans le mariage
Le mariage servait jusqu’ici à établir de solides groupes de parenté et à maintenir le patrimoine au sein de la famille. C'est dans un but d'alliance entre les deux familles qu'un contrat est établi depuis un certain temps entre le père d'Éveline et sir Hugo, promettant la jeune fille à ce dernier, sans qu'elle-même soit informée de l'existence de cet accord. Ces lignages patrilinéaires menaçaient l’entreprise de l’Église et, en particulier, son besoin d’accumuler des biens. Dans sa sphère de compétence et de juridiction, l’Église grégorienne introduit alors le mariage, institution civile par excellence. Au XIIe siècle, elle finit de le réglementer. Ce n’est plus le père qui choisit l’époux, il faut désormais le consentement mutuel (ce qui permet à Éveline d’être l’interlocuteur de sir Hugo, à propos de leur mariage). L’Église impose ainsi un système de parenté indifférenciée. Ce qui ouvre la porte à la notion d’amour dans le mariage. Même le fruste sir Hugo, qui ne voyait dans son union que le moyen d’assurer sa descendance, se surprend — parce qu’il est empêtré dans des difficultés inattendues — à éprouver des sentiments pour sa fiancée.

### La référence àTristan et Iseut
On est à l’époque où le mythe celtique de Tristan et Iseut se répand dans la noblesse normande. Pour mettre en garde le vieux sir Hugo, le ménestrel armoricain lui chante la vieille légende. Et sir Hugo établit bien le rapport : le jeune Tristan est le neveu du « malencontreux » roi Marc’h, tout comme le jeune Damien est son propre neveu. Mais on ne se trouve pas ici dans « un beau conte d’amour et de mort », on est dans un roman bourgeois : la faute n’est pas consommée, pour ne pas effaroucher le lecteur du XIXe siècle ; et les amoureux ne meurent pas, ils vont certainement connaître le bonheur domestique.

### Lafin’amor
Aliénor d’Aquitaine, épouse d’Henri II, femme aux manières libres, fait découvrir à la noblesse normande la fin’amor. Et l’histoire des Fiancés emprunte bien des thèmes de cet amour courtois où apparaît l’idée d’une relation chaste (au contraire de celle de Tristan et Iseut), noble, idéalisée, où l’on cultive les cruelles délices d’une attente interminable : l’amour doit rester secret, la conquête doit être difficile, seule la vertu rend digne d’être aimé, amour ne rime pas avec luxure… La femme ne se trouve plus dans la position humiliante de simple monnaie de marchés masculins. Des propos étonnamment modernes sont tenus par Rose, la jeune Flamande, et même par la tante Ermengarde, 80 ans : « Et duquel de ces de Lacy es-tu destinée à devenir l’esclave ? »
L’analyse des sentiments d’Éveline, prisonnière de son vœu, se forçant à respecter et admirer son fiancé, mais invinciblement attirée par plus jeune et plus beau, renvoie également à La Princesse de Clèves.
La délicatesse d’âme contraste cependant avec un rude pragmatisme : l’élévation des sentiments de sir Hugo, qui peut paraître admirable dans un cadre codifié, est perçue par l’abbesse de Gloucester comme de la « candeur », dont il faut « profiter ».
En contrepoint des chastes raffinements aristocratiques, s’épanouit la gaillardise populaire de dame Gillian, dont le mari tente de juguler les appétits extraconjugaux à coups de courroie. Ce couple bancal, soudé par la jalousie et les querelles, est une allusion, tout comme le prénom Damien, au « Conte du marchand », l’un des Contes de Canterbury.

### Le culte marial
C’est à Notre-Dame de Garde Douloureuse qu’Éveline adresse un vœu. En effet, au XIIe siècle, le culte de la Vierge Marie connaît un regain de faveur. Et les historiens ne manquent pas de souligner la simultanéité du développement de l’amour courtois et de celui du culte marial.

### L’honneur
Le thème de l’honneur sert de ressort dramatique au livre. Mais, au lieu de jouer sur les réflexes éthiques et émotifs du lecteur comme cela se fait habituellement, Scott porte d’abord sur l’honneur un regard historique et sociologique. Le sens de l’honneur, dit Henri Suhamy, est le « thème central et génétique » du livre.
L’idéal chevaleresque paraît bien mal armé, face à la vague de réalisme qui va le submerger : la conception que les nobles se font de l’honneur est menacée par celle que s'en font religieux et bourgeois. Tandis que sir Raymond et lady Éveline refusent de transiger avec l’honneur, le père Aldrovand, la mère abbesse, l’artisan flamand et sa fille ont des vues beaucoup plus accommodantes. Et celui qui succédera à la tête brûlée Richard Cœur de Lion, le pleutre Jean sans Terre, peu empressé d'exposer sa vie, annonce lui aussi un nouvel ordre plus réaliste.

### Montée de la bourgeoisie
Thème récurrent dans les romans de Scott, les bourgeois se montrent finalement supérieurs par le bon sens, la profondeur de vues et la grandeur d’âme. Ils sont ici représentés par le Flamand Wilkin Flammock et par sa fille Rose. Flammock hait « les pauvres » (les nobles), toujours en quête de ce qu’ils appellent des « entreprises honorables » (des batailles et des pillages). Aux « fredaines d’honneur et de générosité », Flammock préfère « la prudence et l’honnêteté ».
Tout au long du livre, Wilkin Flammock et sa fille jettent un regard consterné sur l’attitude irréaliste des nobles, que le sens de l’honneur conduit à de sanglantes catastrophes. Rose, qui a son franc-parler, va jusqu’à prononcer le mot « stupide ». Lorsque sir Raymond part se faire tuer avec les trois quarts de sa garnison pour tenir une promesse faite « le verre en main », il ne trouve pour le remplacer dans la défense du château que le bourgeois Wilkin Flammock : le seigneur, qui avait pour charge de protéger le bourgeois, non seulement ne tient pas l’engagement, mais confie à ce bourgeois la protection de son château. Éveline ne fera pas mieux, puisque son sens de l’honneur compliqué d'une passion finira par vouer tous ses fidèles au massacre. À la fin du livre, lassé de tant d’inconséquences, le bourgeois préfère s’adresser directement au monarque. Celui-ci le délie de son allégeance au seigneur local. C’est par une charte royale que le bourgeois Wilkin Flammock est investi de privilèges et de devoirs.

### Réconciliation
L’alliance de la monarchie et de la bourgeoisie prépare un temps heureux où, selon le vœu de Rose, « les Saxons, les Bretons, les Normands et les Flamands s’appelleront du même nom et se regarderont tous comme les enfants du même sol ». On reconnaît, dans ce roman écrit juste après Redgauntlet, le Walter Scott « bien formé par le libéralisme et l’empirisme », partisan de la domination d’une bourgeoisie appuyée de la maison de Hanovre ; mais aussi le Walter Scott artisan de la réconciliation, après les rébellions jacobites et les sauvages répressions.

## Accueil
L'accueil du public est bon. Seuls quelques critiques jugent Les Fiancés « faible » ou, par endroits, de construction « indigeste » et « maladroite ». 
La postérité se montre plus sévère. Hesketh Pearson (en), biographe de Scott, va jusqu'à donner au roman toutes ses chances dans un concours de « livre le plus ennuyeux et le plus stupide jamais produit par un écrivain de génie ». C'est un des romans de Scott les moins connus. Henri Suhamy estime cependant qu’« il ne mérite pas cette défaveur ».

## Premières traductions en français
- Histoires du temps des Croisades, comprenant Le Connétable de Chester ou les Fiancés (vol. I à III) et Le Talisman ou Richard en Palestine (vol. IV à VI), Paris, Charles Gosselin, 1825, 6 vol. in-12. Traduction d'Auguste-Jean-Baptiste Defauconpret[28].
- Les Fiancés, Paris, Armand-Aubrée, 1830. Traduction d'Albert Montémont[29].

## Adaptation
Francesco Maria Piave s’inspire de passages du roman pour le livret d'Aroldo, opéra en quatre actes de Verdi créé le 16 août 1857 au Teatro Nuovo de Rimini.